# Acide dichloroacétique

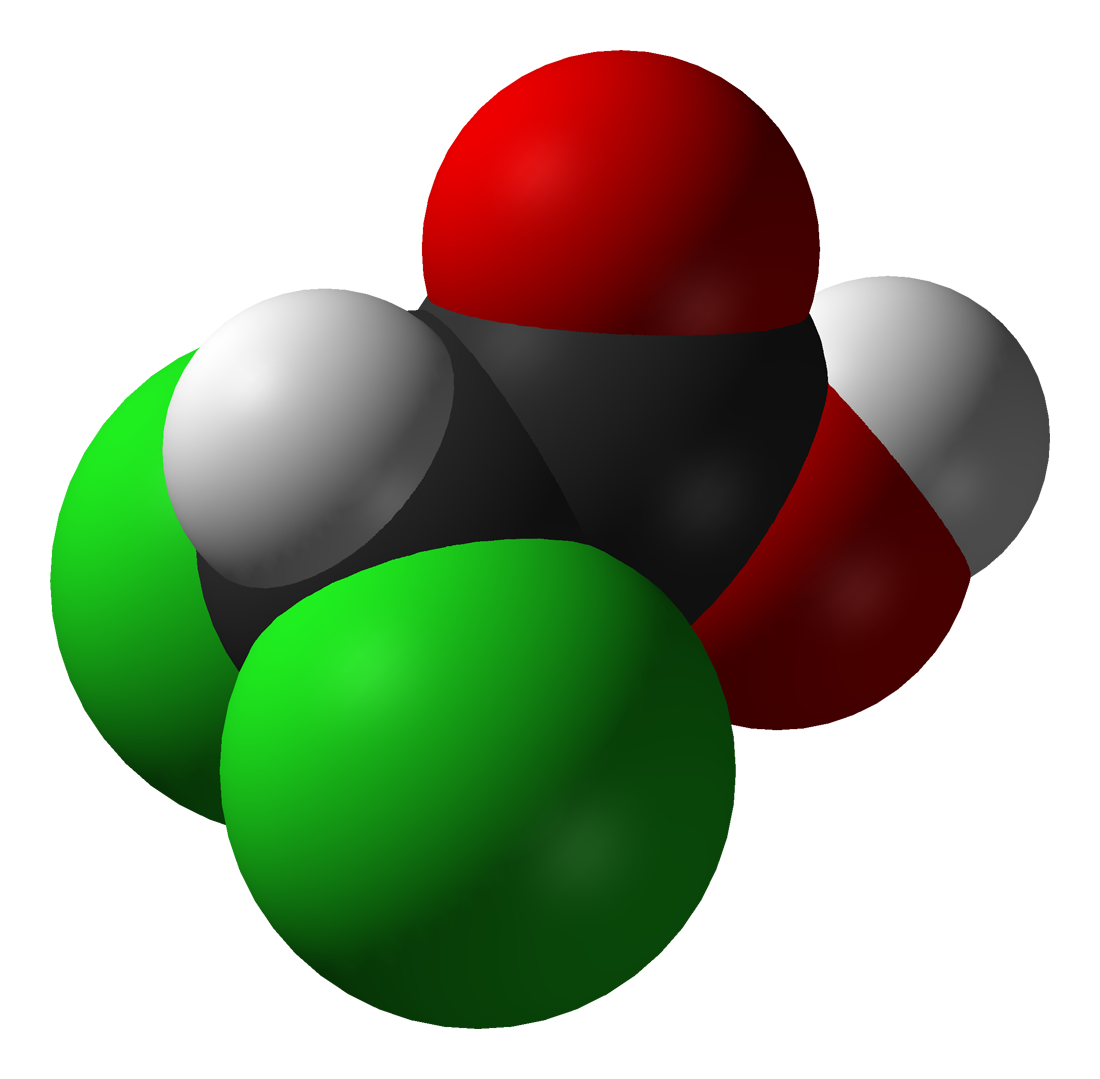
Acide dichloroacetic.

L’acide dichloroacétique (ou acide dichloroéthanoïque) a la structure de l’acide acétique dans lequel on aurait remplacé deux des trois atomes d’hydrogène du groupe méthylique par des atomes de chlore (CHCl2COOH). Il est préparé par la réduction d'acide trichloracétique.

## Chimie
La chimie de l'acide dichloroacétique est étroitement liée à celle des acides organiques halogénés. C'est un membre de la famille des acides chloroacétiques. L'ion dichloroacétate est produit dès la dissolution dans l'eau. Il s'agit d'un acide fort avec un pKa de 1,3, et qui est très corrosif et extrêmement destructeur des tissus des muqueuses et des voies respiratoires supérieures.

## Usage thérapeutique

### Acidose lactique
L’ion dichloroacétate stimule l'activité de l'enzyme pyruvate déshydrogénase en inhibant l'enzyme kinase de déshydrogénase de pyruvate. Ainsi, il diminue la production de lactate en décalant le métabolisme du pyruvate de glycolyse vers l'oxydation dans les mitochondries. Cette propriété a été employée pour traiter l’acidose lactique chez les humains.

### Cancer
Dans des expériences réalisées en janvier 2007 à l’université d'Alberta, le dichloroacétate a été utilisé pour régler et reconstituer des fonctions métaboliques normales dans des mitochondries endormies par le cancer. Ceci est particulièrement intéressant dans les cellules cancéreuses, qui ne se détruisent pas par elles-mêmes (apoptose) dues aux fonctions métaboliques endommagées. Des doses minimes de dichloroacétate ont réduit des cancers du sein, des tumeurs cérébrales, et des cancers du poumon lors d'essais sur des cellules humaines et chez le rat.
Bien que ceci indique que l'acide dichloroacétique pourrait éventuellement être employé en thérapie humaine contre le cancer, aucune étude clinique à grande échelle n'a été réalisée. Cependant, suivant une étude sur des animaux, une étude clinique financée par des fonds privés (1.5 million de dollars) fut réalisée sur 5 patients. Notons cependant que cette étude fut réalisée sans placébo. Cette équipe de chercheurs, était sous la responsabilité du Dr Evangelos Michelakis. Leurs travaux ont été publiés dans la revue Cancer Cell en janvier 2007 et dans le Science Translational Medicine août 2010. Il semblerait que ce traitement ait augmenté l'espérance de vie de ces patients. Notons aussi que la société canadienne du cancer déconseille vivement l'automédication, étant donné le peu d'information concrète encore disponible et surtout, de la toxicité potentielle dépendante du dosage.

### Effets secondaires
L’utilisation thérapeutique du dichloroacétate peut causer des douleurs, des engourdissements et perturber la marche.
Le dichloroacétate peut également avoir des effets anxiolytiques ou sédatifs.